# Captain Beefheart
Captain Beefheart (właśc. Don Van Vliet; urodzony jako Don Glen Vliet; ur. 15 stycznia 1941 w Glendale, zm. 17 grudnia 2010 w Arcata) – kompozytor, wokalista, muzyk, poeta i malarz.

## Życiorys

### Początki
Był niezwykle rozwiniętym dzieckiem, od najwcześniejszych lat wykazującym talent artystyczny. Jego pierwszymi pracami były rzeźby w mydle, tworzone podczas kąpieli w wannie. Ich tematem były przede wszystkim zwierzęta, a jego miłość do świata natury będzie obecna we wszystkich jego późniejszych działaniach.
Jego kariera w przemyśle rozrywkowym zaczęła się w wieku 5 lat. Podczas zwiedzania Griffith Park Zoo w Los Angeles portugalski rzeźbiarz Augustino Rodriguez zauważył szkicującego Dona i zaprosił go do swojego edukacyjnego programu w miejscowej telewizji. Raz w tygodniu Don rysował i rzeźbił w studiu TV. Jak sam twierdził w wieku 11 lat miał wykład w Barnsdale Art Institute w Los Angeles.
W wieku 13 lat Don wygrał 3-letni wyjazd na studia rzeźbiarskie w Europie. Miał udać się do Europy po skończeniu 16 roku życia. Jednak do wyjazdu nie doszło z dwóch przyczyn: sam Don był temu niechętny, gdyż musiałby oglądać te wszystkie kościelne obrazy, a z kolei jego rodzice będąc przekonani, że wszyscy artyści to homoseksualiści, nie zgodzili się na wyjazd. Równocześnie postanowili przerwać kontakty syna z Rodriguezem i przenieśli się do miasteczka Lancaster na pustyni Mojave, w pobliżu Bazy Lotniczej Edwards.
W Lancasterze zaczął uczęszczać do szkoły średniej Antelope Valley, co było dla niego niemal traumatycznym wydarzeniem, gdyż nie potrafił skupiać uwagi przez dłuższy czas, poddawać się reżimowi szkolnemu i nie lubił czytać książek W wywiadzie udzielonym Billowi Gubbinsowi w 1974 r. powiedział Nie, nigdy nie chodziłem do szkoły. Dlatego mam kłopoty z czytaniem. Prawdopodobnie jedną z głównych przyczyn, dlaczego jestem poetą, jest to, iż nie mogłem zaakceptować takiego języka angielskiego i zmieniłem go.
Jednak domowa atmosfera była znakomita i rodzice Dona Glen i Sue byli przez wszystkich lubiani, traktując wszystkie dzieci jednakowo przyjacielsko. Jednym z pierwszych przyjaciół Dona w Lancasterze stał się Jim Sherwood, późniejszy muzyk The Mothers of Invention, który (tak jak i jego starszy brat Chuck) często gościł w domu Dona.
W tym czasie wykrystalizował się już gust muzyczny Dona, który prawie całkowicie odseparował go od innych uczniów szkoły, z wyjątkiem zaledwie kilku. Został porwany przez wiejski blues (country blues) i awangardowy jazz Johna Coltrane’a, Ornette’a Colemana (z którym się później zaprzyjaźni) i Cecila Taylora.
W 1956 r. do Lancasteru przeprowadziła się z San Diego rodzina Zappów. Ich syn Frank Zappa miał już za sobą pierwsze doświadczenia muzyczne, jako 14-latek był perkusistą w grupie The Ramblers, która wykonywała głównie utwory Little Richarda. Równocześnie komponował i wykonywał z orkiestrą szkolną awangardowe utwory w stylu swojego mistrza Edgara Varèse’a.
Wspólne zainteresowania muzyczne zbliżyły Franka i Dona i wkrótce obaj byli już przyjaciółmi. Spotykali się w domu Dona, który miał dużą kolekcję płyt bluesowych, rhythm and bluesowych i jazzowych. Wspólnie wykonywali także bluesy dla własnej przyjemności, gdyż z powodu niezwykłej nieśmiałości Dona, namówienie go na jakiś występ publiczny czy nawet domowe nagranie, było niemożliwe. Sztuka ta udała się dopiero w 1958 r., gdy szkolnej klasie Don (wokalista), Frank (gitarzysta prowadzący) i Bobby Zappa (gitarzysta akordowy) nagrali utwór Lost in a Whirlpool. Nagranie to ujawnia talent wokalny i możliwości improwizatorskie Dona.
W tym samym czasie w okolicy powstają dwa zespoły: The Omens – założony przez gitarzystę Alexa Souffera i The Blackouts – założony przez Franka Zappę, w którym Snouffer grał na trąbce. Oba zespoły częściowo wykorzystywały tych samych muzyków (np. Jima Sherwooda), gdyż w okolicy po prostu więcej ich nie było. Don niewątpliwie od czasu do czasu dołączał do nich aby zaśpiewać jeden czy dwa utwory. Jednak w tym czasie zainteresowany był głównie sztuką i występy w ogóle go nie interesowały.
W tym okresie Don ostatecznie rzuca szkołę (Antelope Valley Junior College) i rozpoczyna szereg prac; po ataku serca, któremu uległ jego ojciec, Don bierze na siebie rozwożenie wypieków do sklepów w całej dolinie Antelope. Krótko pracuje w zakładach lotniczych, potem jako grafik, następnie jest menedżerem sklepu z obuwiem i wreszcie zostaje domokrążnym sprzedawcą odkurzaczy. Jeden z nich sprzedał samemu Aldousowi Huxleyowi reklamując go Proszę pana, ta rzecz naprawdę ssie.
Don i Frank byli w stałym kontakcie i w 1963 r. zakładają zespół The Soots w składzie; Don – wokalista, harmonijka; Frank – gitarzysta, Janschi – gitarzysta basowy i Vic Mortensen – perkusja. Oprócz nagrań jako The Soots, Don z Frankiem zajmują się innymi projektami; eksperymentują z muzyką i filmami. Jednym z ich projektów jest film fantastycznonaukowy Captain Beefheart versus Grunt People. Według Zappy w filmie wziąć mieli udział Don (jako Captain Beefheart), bluesman Howlin’ Wolf, kilku przyszłych członków The Mothers of Invention oraz Grace Slick, wokalistka grupy Jefferson Airplane. Film jednak nigdy nie wyszedł ze stadium scenariusza pisanego według historyjek wymyślanych przez Dona. Później pracowali nad pierwszą w świecie rockową operą I Was a Teenage Malt Shop, która nigdy nie została dokończona z powodu odrzucenia nagrań The Soots przez Johna Landisa z CBS.
Mniej więcej w tym samym czasie Don kupuje sobie saksofon i dołącza do różnych grup muzycznych, z których jest natychmiast zwalniany, za zbyt niekonwencjonalną grę. Prawdopodobnie pod koniec 1963 r. Frank posyła kilka nagrań The Soots firmie Dot Records. W pisemnej odmowie z 19 września można przeczytać: materiał nie jest wartościowy i nie jesteśmy wystarczająco mocno przekonani, co do jego komercyjnych możliwości. Mil Rogers jeszcze telefonicznie uzasadnił odrzucenie nagrań zniekształconym dźwiękiem gitary.
Wymyślona przez nich postać Captaina Beefhearta miała być kombinacją bohatera z ich dzieciństwa (na wzór np. takiej postaci jak Captain Midnight) oraz żartu – z którego powstało nazwisko Beefheart
W tym czasie w barze Don poznaje Douga Moona, którego zaprasza do Studia Z należącego do Zappy. Moon – późniejszy gitarzysta Magic Bandu – stał się tam prawie codziennym gościem.

### Captain Beefheart and His Magic Band
Zespół, początkowo bez nazwy, założył Alex Snuffer w lutym 1965 r. Alex zebrał muzyków, czyli Douga Moona (gitara), Jerry’ego Handleya (gitara basowa) i Paula Blakely’ego (perkusja) jeszcze pod koniec jesieni 1964 r., brakowało im jednak wokalisty. W lutym skład został dopełniony przez Dona i przetrwał do kwietnia, kiedy to Blakely został zamieniony na Vica Mortensena. Grupa ta przetrwała mniej więcej do końca 1982 r. chociaż w międzyczasie zmieniały się składy zespołu, których było ponad 40. Don był jedynym muzykiem, który znajdował się we wszystkich składach grupy.
Mniej więcej w tym samym czasie Alex i Don zmieniają swoje nazwiska, gdyż poszukiwała ich policja pod zarzutem przemytu gąbek do Nevady. (Niektórzy fani twierdzą, że dokonali także kilku włamań podczas ich samochodowych wędrówek po Teksasie). Don dodaje sobie Van i jego nazwisko brzmi teraz Don Van Vliet, a Alex zamienia Snouffer na St. Claire.
Od połowy 1966 r. Don stał się pełnoprawnym liderem i narzucił grupie kierunek dalszego rozwoju stylistycznego. Nastąpiło także równoczesne utożsamienie się z Captainem Beefheartem.
Natychmiast po nagraniu płyty Safe as Milk grupa przystąpiła do prób przed planowanym występem na Monterey Pop Festival. Ostatnim sprawdzianem miał być występ w amfiteatrze na Fantasy Fair and Magic Mountain Festival na Mt. Tamalpais w San Francisco 10 i 11 czerwca. Drugim utworem wykonywanym przez grupę był Electricity. Don zaśpiewał wstępną partię i kiedy dotarł do wersu eeee-lec-tri-cit-eeee nagle zamarł, obrócił się i chciał zejść z tyłu 10-stopowej sceny, jednak spadł z niej prosto na siedzącego menedżera grupy Krasnowa. Wydarzenie to prawdopodobnie zniszczyło karierę zespołu. Od tego momentu stali się awangardową grupą, która już nigdy nie zrobiła pieniędzy i nie stała się popularna. Grupa już bez Dona dokończyła utwór i zeszła ze sceny. Ry Cooder, ich ówczesny gitarzysta, natychmiast opuścił zespół. Nie uległ już później żadnym namowom do powrotu i występu w Monterey. Zapowiedział, że nigdy nie wystąpi z Donem.
Za Coodera do zespołu doszedł nowy gitarzysta, Jeff Cotton z byłego zespołu Frencha Blues in the Bottle. Don otrzymał grupę, która mogła realizować jego coraz bardziej awangardowe pomysły muzyczne.
We wrześniu 1967 r. ukazał się album Safe as Milk i singiel Yellow Brick Road/Abba Zaba, ale Don wytyczył już nowy kierunek muzyczny grupy. Chociaż pozornie podobny do psychodelii, w rzeczywistości przekraczał ją i szedł w zupełnie innym kierunku. Wielki wpływ na Dona wywarł wówczas gitarzysta Gabor Szabo.
W grudniu 1969 r. Peter Frame przeprowadził wywiad z Beefheartem i zadał mu pytanie dotyczące właśnie tego okresu. Pod koniec 1967 r. mieliście wiele (...)występów(...). Czy pracowaliście dużo w trasie? Don odparł Nie...dużo graliśmy, ale nie pracowaliśmy. Ale tak naprawdę nie pamiętam tego, ponieważ wtedy grałem. To jest jak z dzieckiem, które w coś gra – jestem pewien, że nie będzie tego pamiętało. I tak jest właśnie z muzykę.
W styczniu 1968 r. grupa odbyła tournée europejskie a 27 stycznia wystąpiła na Targach MIDEM w Cannes.
Cały zespół zamieszkał wówczas w wynajętym domu na Ensenada Drive w Woodland Hills blisko do granicy Tarzany. Grupa pracowała nad nową płytą nieraz po kilkanaście godzin dziennie. Don komponował i tworzył teksty. Zmuszał muzyków do krańcowego wysiłku. Po nagraniu Safe as Milk doszło do zatargu między nim a Alexem, a grupa wybrała Alexa, usiłując pozbyć się trudnego do współżycia Beefhearta.
Ponieważ producentem albumu był Frank Zappa, byli znów w bliskim kontakcie i na przełomie 1968 i 1969 r. nagrali wspólnie utwór I’m a Band Leader.
Na początku 1969 r. Beefheart, Zappa, Elliot Ingber i John French nagrywają w suterenie Zappy utwór Alley Cat. Został wydany w 1996 roku na albumie „The Lost Episodes”. Słowa i muzyka zostały całkowicie zaimprowizowane przez Dona. Z tego okresu współpracy Dona i Franka pochodzi także utwór recytowany przez Dona The Grand Wazoo. W 1992 r. Zappa dograł do niego podkład na synklawierze.
Captain Beefheart and His Magic Band otrzymali zaproszenie na występ na przygotowywanym festiwalu w Woodstock, jednak Beefheart nienawidzący hipisów zadecydował, że zespół nie ma tam czego szukać i odrzucił zaproszenie. Nie, nie grajmy tam. To tylko jakaś kupa pijanych hipisów siedząca w błocie.
W lipcu 1969 r. ukazał się album Trout Mask Replica. Krytycy, z Lesterem Bangsem z pisma Rolling Stone na czele, w większości przyjęli płytę bardzo pozytywnie. Mimo to Vliet zaczął narzekać, że płyta nie została odpowiednio wyprodukowana. Tak rozpoczął się pierwszy konflikt pomiędzy Beefheartem a Zappą. W późniejszym okresie obaj już to kłócili się, już to godzili, powracając do głębokiej przyjaźni. Konflikty były raczej powodowane przez Vliet. Pod wpływem menedżera Herba Cohena Zappa postanowił uruchomić własny, niezależny biznes nagraniowy, co krytykoał Vliet. Muzycy pogodzili się przed śmiercią Zappy w 1993 r.
We wrześniu 1969 r., mimo konfliktu, Vliet razem z Zappą i jego nowymi muzykami rozpoczęli nagrania w znanym studiu TTG w Los Angeles. Skład tej grupy to: Frank Zappa (gitara, gitara basowa, instrumenty perkusyjne), Ian Underwood (instrumenty klawiszowe, saksofon), Don „Sugarcane” Harris (skrzypce), John Guerin (perkusja), Max Bennett (gitara basowa) oraz Captain Beefheart (wokal). Plonem tej sesji nagraniowej był utwór Willie The Pimp.

## Dyskografia

### Captain Beefheart and His Magic Band

#### Albumy studyjne
- Safe as Milk (1967)
- Strictly Personal (1968)
- Trout Mask Replica (1969)
- Lick My Decals Off, Baby (1970)
- Mirror Man (1971)
- The Spotlight Kid (1972)
- Clear Spot (1972)
- Unconditionally Guaranteed (1974)
- Bluejeans & Moonbeams (1974)
- Shiny Beast (Bat Chain Puller) (1978)
- Doc at the Radar Station (1980)
- Ice Cream for Crow (1982)

#### Kompilacje i albumy koncertowe
- The Legendary A&M Sessions EP (1984)
- I May Be Hungry but I Sure Ain’t Weird (1992)
- A Carrot Is As Close As A Rabbit Gets To A Diamond (1993)
- London 1974 (1994)
- Grow Fins: Rarities 1965-1982 (1999)
- The Dust Blows Forward (1999)
- I’m Going to Do What I Wanna Do: Live at My Father’s Place 1978 (2000)
- Magnetic Hands – Live in the UK 72-80 (2002)
- Railroadism – Live in the USA 72-81 (2003)
- Amsterdam 1980: Live (2006)

#### Single
- „Diddy Wah Diddy” / „Who Do You Think You’re Fooling” (1966)
- „Moonchild” / „Frying Pan” (1966)
- „Yellow Brick Road” / „Abba Zaba” (1967)
- „Pachuco Cadaver” / „Wild Life” (France only) (1970)
- „Click Clack” / „I’m Gonna Booglarize You, Baby” (1972)
- „Too Much Time” / „My Head Is My Only House Unless It Rains” (1973)
- „Upon the My-O-My” / „Magic Be” (UK) (1974)
- „Sure 'Nuff 'n Yes I Do” / „Electricity” (1978)
- „Ice Cream for Crow” / „Oceands” (1982)

### Don Van Vliet/Captain Beefheart
- 1. Bongo Fury (album sygnowany jako Frank Zappa/Captain Beefheart/Mothers. 1975)
- 2. The Bongo Fury Tour at the County Coliseum – El Paso (bootleg, także inne nagrania)
- 3. An Evening With... Frank Zappa and Captain Beefheart (archiwalia i wersje)
- 4. The Lost Episodes (1996 – archiwalne nagrania Franka Zappy i kilka Beefhearta)
- 6. Cheap Thrills (1998 – Frank Zappa – jedno archiwalne nagranie Beefhearta)
- 7. Mystery Disc (1998 – Frank Zappa – kilka archiwalnych nagrań Beefhearta)
- 8. W 1977 r. Don Van Vliet pomaga grupie The Tubs w nagraniu albumu Now i nagrywa partię saksofonu w utworze Cathy’s Clown i partię harmonijki ustnej w Golden Boy.
- 9. Nagrywa także partie harmonijki ustnej na dwu albumach Franka Zappy One Size Fits All (utwory San Ber’dino oraz Can’t Afford No Shoes) i Zoot Allures (utwór Find Her Finer).
- 10. Frank Zappa, album Hot Rats (1969) zawiera partię wokalną Beefhearta w utworze Willie the Pimp.

## Wystawy indywidualne i zbiorowe

### Wystawy indywidualne
- 1972. Paintings. Bluecoat Gallery, Liverpool
- 1985. Sechs Bilder. Galerie Michael Werner, Kolonia / Mary Boone Gallery, Nowy Jork
- 1986. Waddington Galleries, Londyn
- 1987. Zehn Bilder. Galerie Michael Werner, Kolonia / Galerie Brinkmann, Amsterdam
- 1988. Neun Bilder. Galerie Michael Werner, Kolonia
- 1988/1989. Galerie Lelong, Zurych
- 1989. New Work. Museum Of Modern Art, San Francisco
- 1990. Galerie Frank Hanel, Frankfurt / Galerie Michael Werner, Kolonia / Fred Hoffman Gallery, San Francisco
- 1991. Kunsthallen Brandts Klaedefabrik, Odense / Michael Werner Inc., Nowy Jork / Galerie Michael Werner, Kolonia
- 1992. Galerie Michael Haas, Berlin / Kunsthallen Brandts Klaedefabrik, Odense
- 1993. Galerie Michael Werner, Kolonia /Bielefelder Kunstverin, Museum Waldhof, Bielefeld Don Van Vliet – Stand Up To Be Discontinued
- 1994. Galerie Daniel Blau, Monachium / Kunsthallen Brandts Klaedefabrik, Odense Don Van Vliet – Stand Up To Be Discontinued / Brighton Museum and Art Gallery, Brighton Don Van Vliet – Stand Up To Be Discontinued
- 1994/1995. 141. An LundbyStrand, Göteborg
- 1995. God’s Empty Socks and Other Paintings. Michael Werner Gallery, Nowy Jork / Galleri Stefan Andersson, Umadalen/Umea / Cleveland Centre for Contemporary Art, Cleveland /Galleri Aveny, Göteborg
- 1996. Galerie Michael Werner, Kolonia
- 1998. Don Van Vliet – New Work. M. Knoedler & Co., Nowy Jork
- 1999. Works On Paper. Michael Werner Gallery, Nowy Jork
- 2000. The Lowe Gallery, Atlanta, Georgia
- 2001. Rockin’ Art. Cultureel Centrum Stedelijke Musea Sint Niklaas (wystawa i wydarzenie muzyczne) / Rockin’ Art. Kunstvereniging, Dpiepenheim (wystawa i wydarzenie muzyczne) / Painting From the Eighties. Michael Werner Gallery, Nowy Jork

### Wystawy zbiorowe
- 1982. Performance Video. Museum of Modern Art, Nowy Jork
- 1985. From Organism To Architecture. New York Studio School, Nowy Jork
- The Chi-Chi Show. Massimo Audiello Gallery, Nowy Jork
- Factura. Gallery Schlesinger-Boisante, Nowy Jork
- 1987. Byars, Chamberlain, Salle, Fishl, Lasker, Van Vliet. Galerie Michael Werner, Kolonia
- 1988. Accrochage. Gallerie Michael Werner, Kolonia
- A La Surface De La Peinture; Les Annes 80. Centre d’Art Contemporain, Abbaye Saint Andre
- 1989. Accrochage. Gallerie Michael Werner, Kolonia
- Bilderstreirt. Widerspruch, Einheit und Fragment in der Kunst seit 1960. Museum Ludwig, Kolonia
- Accrochage. Gallerie Michael Werner, Kolonia /Galerie Frank Hanel, Frankfurt
- 1990. Bilder des Rocks. Kunsthallen Brandts Klaedefabrik, Odense
- 1991. Rockens Bilder – Images of Rock. Goeteborgs Kunstmuseum, Göteborg
- Bilder des Rocks. Leopold-Hoesch Museum, Duren
- Georg Baselitz, Per Kirkeby, Markus Lupertz, A.R. Penck, Don Van Vliet: Drawings. Michael Werner Inc., Nowy Jork
- 1993. Accrochage. Galerie Michael Werner, Kolonia
- 1994. Accrochage. Galerie Michael Werner, Kolonia
- 1995. Dancing Girls, in honour of Gustav Mahler, along the edge of Expressionism. Stedelijk Museum, Amsterdam
- 1995. Major Works by George Baselitz, James Lee Byars, Per Kirkeby, Markus Lupertz, Sigmar Polke, Don Van Vliet: Michael Werner Gallery, Nowy Jork;
- 1998. Accrochage. Galerie Michael Werner, Kolonia
- Georg Baselitz, Marcel Broodthaers, James Lee Bryars, Jorg Immendorf, Eugene Leroy, Markus Lupertz, A.R. Penck, Don Van Vliet: Works on Paper. Michael Werner Gallery, Nowy Jork
- Nature. Contemporary Art and the Natural World. Contemporary Gallery, Marywood University, Scranton

## Film
- Hard Workin’ Man/Coke Machine (1978 – singel z muzyką z filmu Blue Collar, Don Van Vliet śpiewa utwór ze strony A)
- Utwór grupy Captain Beefheart and His Magic Band pojawia się w filmie Big Lebowski, a w High Fidelity nieśmiały fan usiłuje kupić francuską edycję albumu Safe as Milk.